# Ernests Strauja
Ernests Strauja (ur. 29 stycznia 1897 w miejscowości Konu na Łotwie w granicach Rosji, zm. 21 lipca 1944) – łotewski wojskowy (podpułkownik), dowódca 2 batalionu 44 Pułku Grenadierów SS w 19 Dywizji Grenadierów SS pod koniec II wojny światowej.
Uczył się w szkole handlowej. Po wybuchu I wojny światowej został zmobilizowany do armii rosyjskiej. 10 maja 1919 r. wstąpił do nowo formowanej armii łotewskiej. Służył w 7 Pułku Piechoty w Siguldzie. W 1926 r. ukończył szkolenie w szkole lotniczej w stopniu porucznika, dostając przydział do dywizjonu lotnictwa morskiego. W 1933 r. został przeniesiony do 3 Pułku Piechoty w Jełgawie w stopniu kapitana. W 1936 r. powrócił do służby lotniczej w jednostce rozpoznawczej. Awansował na podpułkownika. Po zajęciu obszaru Łotwy przez wojska niemieckie w 1941 r., podjął współpracę z okupantami. Wstąpił ochotniczo do Luftwaffe, walcząc przeciwko Sowietom. Uległ jednak wypadkowi i powrócił do kraju, gdzie pracował na farmie rolniczej. Od czerwca 1944 r. dowodził 2 batalionem 44 Pułku Grenadierów SS w 19 Dywizji Grenadierów SS. Miał stopień Waffen-Obersturmbannführera der SS. Zginął 21 lipca tego roku.